# Sergio Corino Ramón
Sergio Corino Ramón (Bilbao, Biscaia, 10 d'octubre de 1974) és un exfutbolista basc que jugava com a defensa central.

## Carrera esportiva
Format al planter de l'Athletic Club, Lezama, Corino va jugar gairebé tres temporades amb el Bilbao Athletic a segona divisió. El 18 d'octubre de 1994, només una setmana després del seu 20è aniversari, va debutar amb el primer equip, jugant sis minuts en una derrota per 2–3 contra el Newcastle United FC a St. James' Park, a la Copa de la UEFA de la temporada 1994–95 (l'Athletic acabaria guanyant l'eliminatòria per un global de 3–3).
Durant el mercat d'hivern de gener de 1996 Corino fou cedit al CP Mérida de primera divisió, i va jugar regularment (16 partits) amb els extremenys durant la temporada 1995-96, i va marcar tres gols, però el seu equip va descendir. Va retornar llavors al País Basc, per jugar la seva primera i única temporada completa amb l'Athletic, la 1996-97, en què va jugar irregularment (15 partits), i l'equip es va classificar per disputar la Copa de la UEFA, en acabar sisè a la lliga.
La temporada següent, Corino va fitxar per un altre equip de primera divisió, la UD Salamanca, i hi va ser titular durant el primer any, i suplent el segon. El 1999, després que el Salamanca baixara a Segona Divisió, Korino fitxa pel RCD Espanyol, però no té fortuna, i amb només quatre partits jugats, deixa Barcelona al mercat d'hivern per tornar a Euskadi, aquesta vegada a la Reial Societat. En l'equip donostiarra acabaria la campanya i jugaria la següent, sense assolir un lloc titular.
L'estiu de 2001 Corino fitxà pel Rayo Vallecano, que per aquell moment passava per un dels períodes més daurats de la seua història, amb participació en la UEFA inclosa, i va tenir-hi una bona primera temporada, amb cinc gols en 28 partits, mentre que l'equip acabà en una confortable 11a posició. De tota manera, en les seves dues temporades finals el club va baixar fins a la segona divisió B, i el jugador es va retirar un cop fets els 30 anys, havent disputat 283 partits com a professional, al llarg d'11 temporades.

### Carrera com a internacional
Corino formà part de la selecció espanyola que participà en els Jocs Olímpics d'Estiu de 1996 a Atlanta, on va participar en dos partits de la fase de grups, i també en el partit de quarts de final que Espanya perdé per 0–4 contra els eventuals finalistes, l'Argentina.

## Palmarès

### Club
Espanyol
- Copa del Rei: 1999-2000

### Selecció espanyola
Espanya sub-21
- Campionat d'Europa de Futbol sub-21 de la UEFA: Finalista 1996[2]